# 創傷後壓力症
創傷後壓力症（PTSD）是指人在經歷過情感、戰爭、交通事故或任何嚴重事故等創傷事件後產生的精神障碍。其症狀包括會出現不愉快的想法、感受或夢，接觸相關事物時會有精神或身體上的不適和緊張，會試圖避免接觸、甚至是摧毀相關的事物，認知與感受的突然改變、以及頻發等。這些症狀往往會在創傷事件發生後出現，且持續一個月以上。與成人相異，兒童（尤其是十歲以下的幼童）較不容易出現創傷後壓力症，孩童患者亦較少出現身心不適的症狀，但對創傷事件的記憶可能會在與他人互動時體現出。創傷後壓力症患者的自殺風險較高。有時候也會將尚不符合創傷後壓力症的診斷但症狀很類似的身心壓力反應稱為創傷後壓力反應（post-traumatic stress reaction）以強調這個現象乃經驗創傷後所產生之合理反應，而非罹患了醫學診斷上的心理疾病。
大多數人不會因經歷創傷事件而出現創傷後壓力症。經歷非人身侵犯性創傷（例如事故或自然災害）比較不容易出現創傷後壓力症，而經歷因人際互動而造成創傷（例如強姦或兒童時期受到虐待）的人更容易出現這類的反應。強姦受害者近半數都會有這類的反應。在診斷創傷後壓力症，會以患者在經歷創傷事件後出現的特異性症狀為基礎。
除了自身受他人暴行侵害的經驗會導致創傷後壓力症外，自身成為加害者、從事殺害他人或動物等殺生行為的經驗，也會導致創傷後壓力症，在包括戰場上開槍殺死敵人的士兵、刑場上執行死刑的法警和以屠宰動物為業的屠宰場員工等有合理理由殺人和殺害動物的人身上，都有觀察到因自身殺害他人或動物而起的創傷後壓力。而自身傷害他人的經驗所導致的心理創傷，又稱「加害者創傷壓力」（英語：perpetration-induced traumatic stress，縮寫為PITS）。比起其他種類的創傷經驗，自身成為加害者、從事殺生行為的經驗所造成的心理創傷，是更為嚴重的。
若患者有出現創傷後壓力症的早期症狀，可以進行針對創傷的行為認知治療以進行預防，但若針對所有受到創傷者進行治療，無法達到預防的效果。目前用於治療創傷後壓力症的主要方法為心理諮商與藥物治療。以個人或是群體方式進行的一些心理治療方式可能會對創傷後壓力症有一些療效。選擇性血清素回攝抑制劑（SSRIs）類抗鬱劑是治療創傷後壓力症的一線藥物，半數患者在服藥後病情有一定程度的改善。但藥物治療的效果不及心理治療。目前還不確定合併藥物與心理治療是否會對患者產生更好的治療效果。其他藥物缺乏其用於治療創傷後壓力症有效的證據，甚至苯二氮䓬類藥物的使用還會使病情加重。
在美國，每年约3.5%的成人罹患創傷後壓力症，而约9%的人會在其一生的某階段中患上此症。在其他國家，患上創傷後壓力症的人每年佔整體約0.5-1%，而在武裝衝突頻發地區之比重可能會更高。總體來說，女性的發病率高於男性。迄今對創傷後壓力症的最早文字記載可追溯至古希臘時代。兩次世界大戰使學界增加對創傷後壓力症的研究，期間此疾病有許多不同稱呼，包括“彈震症”（又稱：砲彈休克症）及“戰爭性神經官能症”。創傷後壓力症一稱呼於20世紀70年代開始被使用，其命名主要受越南戰爭後美國退伍軍人相關診斷影響。1980年在精神疾病診斷與統計手冊第三版（DSM-III）中，創傷後壓力症被美國精神醫學學會認正式認定為一種精神病。

## 主要症狀
PTSD的主要症狀包括做惡夢、性格大變、情感解離、麻木感（情感上的禁欲或疏離感）、失眠、逃避會引發創傷回憶的事物、暴躁易怒、過度警覺、肌肉痙攣、失憶、易受驚嚇，或其再次碰見相似情境時會有呼吸困難、恐懼、害怕、發抖等現象。
可能會造成這些症狀的經歷包括：
- 孩童時期遭受身體或心理上的虐待、幼年时被抛弃
- 經歷性侵害
- 暴力攻擊
- 經歷戰爭、打鬥（常稱為战斗应激反应（英语：Combat stress reaction））
- 嚴重的車禍、意外事件、自然災難，如地震、海嘯、火災
- 目睹親人、戀人等關係親近者的突然死亡
- 難產
- 霸凌经历（包括網上欺凌、[20]校園霸凌、職場霸凌等等）
- 長期被單獨囚禁或隔離[21]
- 麻醉覺醒
- 從事殺害他人或動物等殺生行為，包括戰場上開槍殺死敵人的士兵、刑場上執行死刑的法警和以屠宰動物為業的屠宰場員工等（即加害者創傷壓力）

在《精神疾病診斷與統計手冊》中指出，個體也有可能在經歷創傷後並沒有出現全部创伤后应激障碍候群的症狀。大部份人對創傷事件的情感會在幾個月後淡去。如果其持續過長的時間，就有可能導致精神上的失調。大部份經歷創傷事件的人並不會產生PTSD。PTSD是一種焦慮性失常，不應和一般的悲傷或創傷後之調適混淆，此疾病也有可能伴隨著其他精神失調（合併症，comorbidity）包括重度憂鬱、一般性焦慮失調，解離性身份疾患和各種成癮性。
PTSD的發病時間可能會延遲數年甚至數十年。創傷記憶有時候會被貯存在程序記憶中，當病患做了某一特定身體動作時，便觸發了创伤后应激障碍。创伤后应激的情绪反应可以在灾难后立刻发作，在数月后平息。这些反应也可能一直持续，变成慢性综合征，成为残余应激模式。延遲發病的PTSD也有可能在另一個壓力事件下浮出檯面，如家人或親密朋友之死亡、或被診斷患有重大疾病。臨床研究指出，曾罹患PTSD之幼童，在成年後比起沒有PTSD的人有更高的犯罪傾向。
當心理創傷是因為自身加害他人而起時，症狀往往會更加嚴重，而且可能會有所不同，詳情可見加害者創傷壓力一文；而一些對其他創傷後壓力病人有效的療法，對於出現加害者創傷壓力的人，也可能無效。

## 歷史背景
創傷後心理障礙是在公元前1900年由埃及人提出，以形容一些對於創傷歇斯底里的反應。一世紀前，歇斯底里也和"遺留的創傷"相關。佛洛伊德的學生卡丁纳是第一位形容這種不久後以“創傷後心理壓力失調症狀”的現象。
希波克拉底使用体内平衡理論來解釋為何疾病和壓力總是被定義為一種對威脅一個系統的平衡或生理平衡的狀況的反應。引起這種壓力的狀況被定義為“施壓者”，而非壓力的反應，而非壓力危害生理平衡。因此，根據壓力的理論，創傷後壓力被視為一種“神經傳遞的化學不平衡”。然而，創傷後壓力心理障礙症本身是一個相較之下在精神病學較新的診斷。

## 病因

### 神經內分泌學
PTSD所造成腦部、體內的生物化學變化，和其他精神失調疾病（如重鬱症）不太一樣。診斷有PTSD的病患，對於地塞米松抑制试验（dexamethasone suppression test）的反應要比憂鬱症的人來得強。此外，多數PTSD的病患，尿液裡皮質醇的分泌會降低，而兒茶酚胺的分泌則會增加，使得正腎上腺素/皮質醇的比值增加。在正常的壓力反應裡，兒茶酚胺和皮質醇的濃度皆會增加。
腦部兒茶酚胺的濃度會下降，而促腎上腺皮質素釋放因子（corticotropin-releasing factor，CRF）濃度增加。這可能暗示病患的下丘腦-垂體-腎上腺軸（hypothalamic-pituitary-adrenal axis）功能有所異常。
由於PTSD患者對地塞米松造成的皮質醇抑制反應特別強烈，其HPA軸的異常，可能是源於醣皮質素受體的敏感性增加，使得對皮質醇分泌的負回饋抑制增強。關於PTSD的神經生物學依然有許多爭論。最近一則回顧研究就指出，皮質醇濃度和PTSD並沒有明確的關係。只有一部份病患有皮質醇低下的情況，其他人並沒有改變或甚至更高。

### 神經解剖學
除了生物化學上的改變，PTSD也會有腦部形態學上的改變。在關於越戰退伍軍人的研究中發現，比起沒有PTSD的退伍軍人，有PTSD者其海馬迴體積少了20%。杏仁核在人類情感記憶的形成裡十分重要，尤其是恐懼相關的記憶。在神經影像學的研究中顯示，PTSD病患，其杏仁核有過度反應的傾向，而前額皮質、海馬迴對其調控機能則較低落。

## 治療
創傷後壓力症可透過臨床心理治療及藥理治療去減輕症狀，但有研究評論顯示，同時採用心理及藥物治療的綜合治療效果並不比單純臨床心理治療有效用。
臨床心理治療中比較有效的治療方法有行為治療及認知行為治療包括延長暴露療法、眼動脫敏再處理及認知處理治療(CPT)等。
MDMA在大部份國家都不是合法的藥物，有時為了研究需求，允許有限度的使用，目前有研究在探討小劑量的MDMA是否有助於治療嚴重且難治的創傷後壓力症候群（PTSD），美國食品藥品監督管理局在2016年3月允許MDMA的第3階段臨床試驗，探討其效果及安全性，並在2017年8月時將MDMA列為創傷後壓力症候群的突破性治療藥物

### 引用
1. 崔永豪． [EB/OL]．香港：青山醫院精神健康學院 [2024-06-13].
2. ↑  World Health Organization(WHO,世界卫生组织). 06 Mental, behavioural or neurodevelopmental disorders(06 精神、行为或神经发育障碍)[OL]//ICD-11 for Mortality and Morbidity Statistics,2024-01. https://icd.who.int/browse/2024-01/mms/en?secondLanguageCode=zh#2070699808 （页面存档备份，存于）.
3. ↑  http://www.sop.org.tw/files/dsm5/2012_02/2012_06_02.pdf （页面存档备份，存于） 以及 台灣精神醫學會《DSM-5精神疾病診斷準則手冊》合記出版社
4. 1 2 3  American Psychiatric Association.  5th. Arlington, VA: American Psychiatric Publishing. 2013: 271–280. ISBN 978-0-89042-555-8.
5. ↑  National Collaborating Centre for Mental Health (UK). . National Institute for Health and Clinical Excellence: Guidance. Leicester (UK): Gaskell. 2005  [2022-01-15]. ISBN 978-1-904671-25-1. PMID 21834189. （原始内容存档于2022-04-23）.
6. 1 2 3 4 5 6  Bisson, Jonathan I; Cosgrove, Sarah; Lewis, Catrin; Roberts, Neil P. . BMJ. 2015-11-26: h6161. ISSN 1756-1833. PMC 4663500 . PMID 26611143. doi:10.1136/bmj.h6161 （英语）.
7. ↑  Zoladz, Phillip. . Neuroscience and Biobehavioral Reviews. June 2013, 37 (5): 860–895. PMID 23567521. doi:10.1016/j.neubiorev.2013.03.024.
8. ↑  謝婷娟、蔡昌雄.  (碩士论文). 南華大學生死學研究所. 2004.
9. ↑  . metro.co.uk.   [2020-08-19]. （原始内容存档于2019-05-25）.
10. 1 2  . National Institute of Mental Health. February 2016  [10 March 2016]. （原始内容存档于2016-03-09）.
11. ↑  Haagen, JF; Smid, GE; Knipscheer, JW; Kleber, RJ. . Clinical Psychology Review. August 2015, 40: 184–94. PMID 26164548. doi:10.1016/j.cpr.2015.06.008.
12. ↑  Berger, William; Mendlowicz, Mauro V.; Marques-Portella, Carla; Kinrys, Gustavo; Fontenelle, Leonardo F.; Marmar, Charles R.; Figueira, Ivan. . Progress in Neuro-Psychopharmacology and Biological Psychiatry. 2009-03, 33 (2): 169–180  [2022-01-15]. PMC 2720612 . PMID 19141307. doi:10.1016/j.pnpbp.2008.12.004. （原始内容存档于2022-05-23） （英语）.
13. ↑  Berger, William; Mendlowicz, Mauro V.; Marques-Portella, Carla; Kinrys, Gustavo; Fontenelle, Leonardo F.; Marmar, Charles R.; Figueira, Ivan. . Progress in Neuro-Psychopharmacology & Biological Psychiatry. 2009-03-17, 33 (2): 169–180  [2022-01-15]. ISSN 0278-5846. PMC 2720612 . PMID 19141307. doi:10.1016/j.pnpbp.2008.12.004. （原始内容存档于2022-04-23）.
14. ↑  Guina, Jeffrey; Rossetter, Sarah R.; DeRHODES, Bethany J.; Nahhas, Ramzi W.; Welton, Randon S. . Journal of Psychiatric Practice. 2015-07, 21 (4): 281–303. ISSN 1538-1145. PMID 26164054. doi:10.1097/PRA.0000000000000091 （英语）.
15. ↑  Hoskins, Mathew; Pearce, Jennifer; Bethell, Andrew; Dankova, Liliya; Barbui, Corrado; Tol, Wietse A.; van Ommeren, Mark; de Jong, Joop; Seedat, Soraya. . British Journal of Psychiatry. 2015-02, 206 (2): 93–100. ISSN 0007-1250. PMID 25644881. doi:10.1192/bjp.bp.114.148551 （英语）. Some drugs have a small positive impact on PTSD symptoms
16. ↑  Carlstedt, Roland. . New York: Springer Pub. Co. 2009: 353  [2017-01-21]. ISBN 9780826110954. （原始内容存档于2020-11-15）.
17. ↑  Herman, Judith. . Basic Books. 2015: 9  [2017-01-21]. ISBN 9780465098736. （原始内容存档于2020-11-29）.
18. ↑  Klykylo, William M.  3. Chichester, West Sussex, UK: John Wiley & Sons. 2012: Chapter 15  [2017-01-21]. ISBN 9781119967705. （原始内容存档于2020-11-15）.
19. ↑  Friedman, Matthew J. . Journal of Traumatic Stress. 2013-10, 26 (5): 548–556  [2022-01-15]. ISSN 1573-6598. PMID 24151001. doi:10.1002/jts.21840. （原始内容存档于2022-04-23）.
20. ↑  . Infocomm Media Development Authority.   [2025-08-05] （英语）.
21. ↑  . 明報. 2020-02-03  [2021-11-26]. （原始内容存档于2022-04-23）.
22. ↑  理查德·格里格，菲利普·津巴多, 心理学与生活. . 人民邮电出版社. 2003: 368. ISBN 978 7 115 11130 2.
23. ↑  Hetrick, Sarah E.; Purcell, Rosemary; Garner, Belinda; Parslow, Ruth. . The Cochrane Database of Systematic Reviews. 2010-07-07, (7): CD007316  [2020-07-18]. ISSN 1469-493X. PMID 20614457. doi:10.1002/14651858.CD007316.pub2. （原始内容存档于2019-06-04）.
24. ↑  Powers, Mark B.; Halpern, Jacqueline M.; Ferenschak, Michael P.; Gillihan, Seth J.; Foa, Edna B. . Clinical Psychology Review. 2010-08, 30 (6): 635–641  [2020-07-18]. ISSN 1873-7811. PMID 20546985. doi:10.1016/j.cpr.2010.04.007. （原始内容存档于2020-11-16）.
25. ↑  American Psychological Association.  (pdf). American Psychological Association. 2017  [2020-07-18]. （原始内容存档于2020-08-01） （英语）.
26. ↑  Lee, Christopher William; Cuijpers, Pim. . Journal of Behavior Therapy and Experimental Psychiatry. 2013-06-01, 44 (2): 231–239. ISSN 0005-7916. doi:10.1016/j.jbtep.2012.11.001 （英语）.
27. ↑  Fraser, George A. . The Canadian Journal of Psychiatry. 2006-11, 51 (13)  [2022-06-22]. ISSN 0706-7437. doi:10.1177/070674370605101310. （原始内容存档于2021-08-04） （英语）.

## 外部連結
- National Center for PTSD （页面存档备份，存于）
- PTSD summary from the Child Advocate
- PTSD, organised violence and treatment （页面存档备份，存于）
- New Scientist, 25 August 2005, "Trauma of war hits troops years later" （页面存档备份，存于）
- Help For PTSD （页面存档备份，存于）
- www.brainexplorer.org （页面存档备份，存于）
- Researchers have discovered a simple blood test that can detect Post-Traumatic Stress Disorder in advance （页面存档备份，存于） - An article
- OEF/OIF PTSD Incident Database
- Blaming the Veteran: The Politics of Post-Traumatic Stress Disorder

Neurobiological background info and studies about medication
- EMDR Institute （页面存档备份，存于）
  - Criticism of EMDR （页面存档备份，存于）
- TIR website （页面存档备份，存于）
- PTSD & Hypoglycemia
- New blood test can diagnose anxiety disorders including PTSD - A web article
- International Society for Traumatic Stress Studies （页面存档备份，存于）